# Alexandre Abel de Pujol

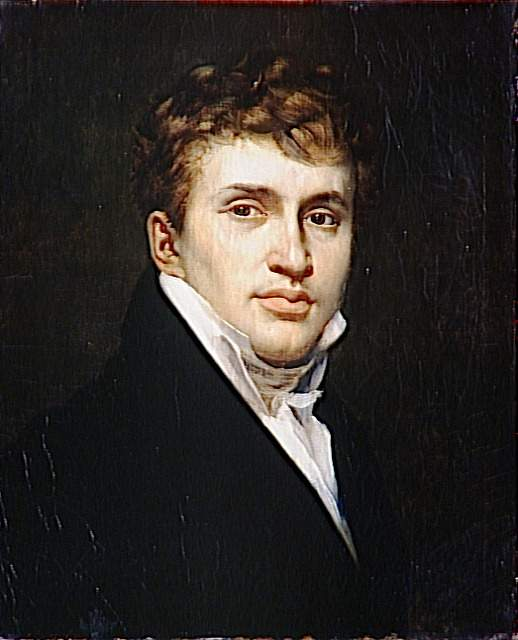
Alexandre Abel de Pujol, Selbstporträt (1812),
Musée des Beaux-Arts de Valenciennes

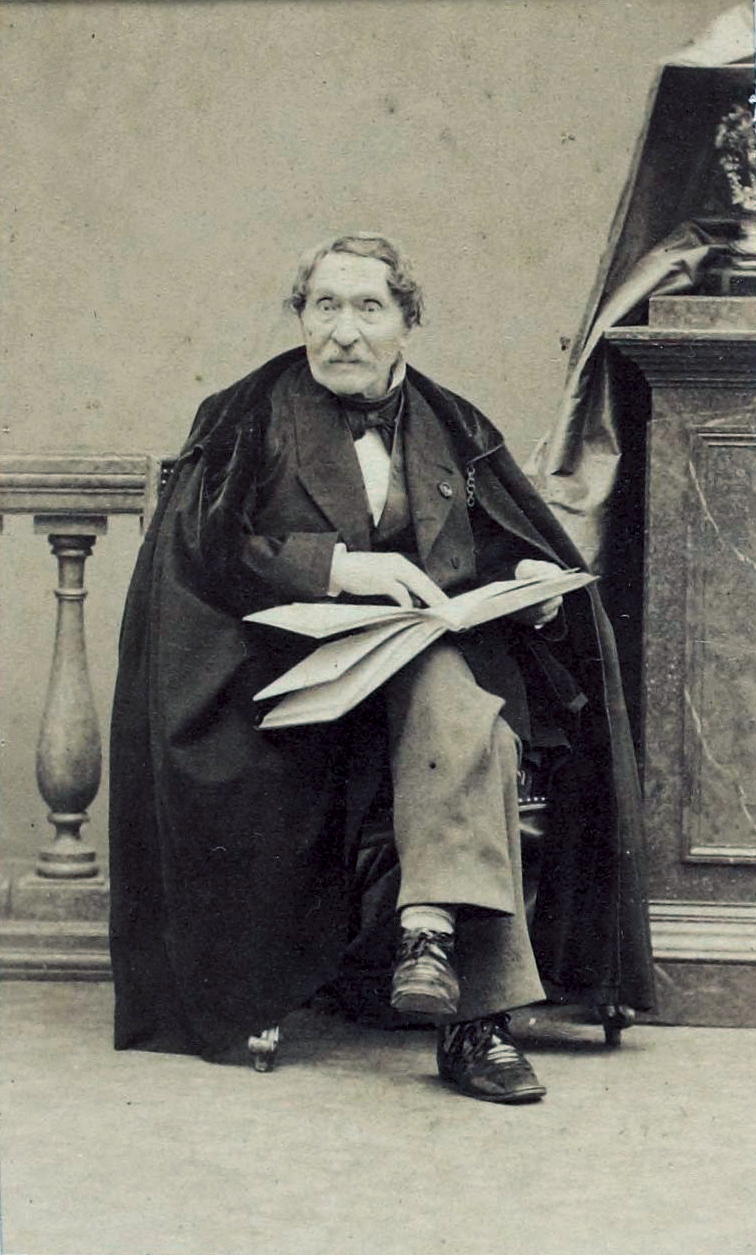
Abel de Pujol, ca. 1860

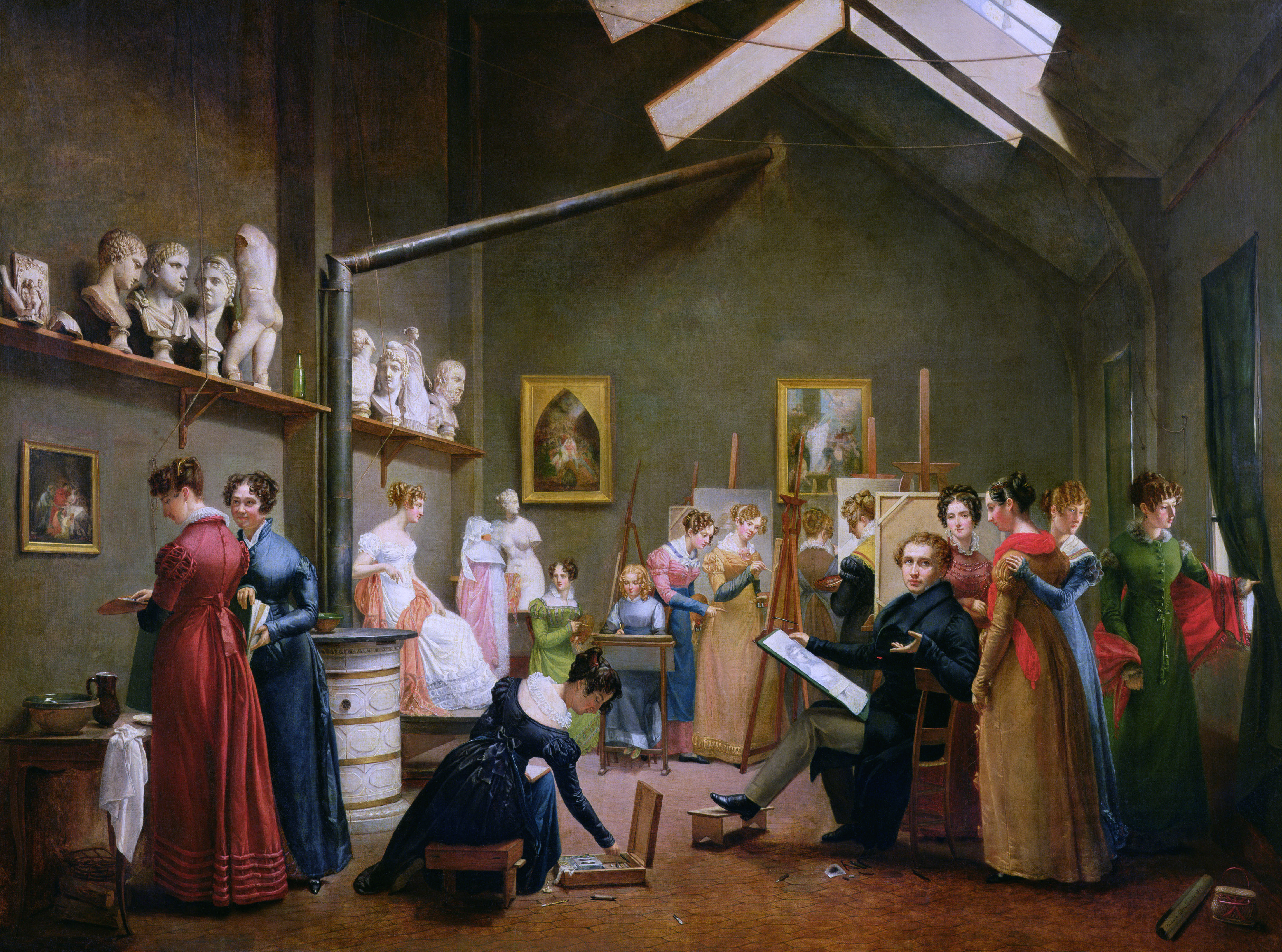
Adrienne Marie Louise Grandpierre-Deverzy, L'Atelier d'Abel de Pujol (1822),
Paris, musée Marmottan Monet.

Alexandre Abel de Pujol, eigentlich Alexandre-Denis Abel (* 30. Januar 1785 in  Valenciennes; † 29. September 1861 in Paris) war ein klassizistischer französischer Historienmaler.

## Leben
Abel wurde als Sohn von Alexandre-Denis Joseph Pujol de Mortry, Baron de La Grave (1737–1816), geboren, der in seiner nordostfranzösischen Heimatstadt 1783 die École supérieure d'art et de design de Valenciennes gegründet hatte. Eine erste künstlerische Ausbildung erhielt er in Valenciennes durch den Maler Jacques-François Momal (1754–1832). In Paris studierte er dann bei Jacques Louis David (1748–1825). Im Jahr 1810 wurde de Pujol für sein Gemälde Jakob, die Kinder Josephs segnend mit dem Grand Prix de Rome ausgezeichnet und 1814 für Tod des Britannicus mit der ersten Medaille. Für seine Stephanspredigt in der Pfarrkirche Saint-Étienne-du-Mont in Paris erhielt er die Prämie des Pariser Salons. Abel de Pujol erhielt zahlreiche öffentliche Aufträge für großformatige Wand- und Deckenmalereien, unter anderem im Palais du Louvre, im Palais Bourbon und in der Kirche Saint-Sulpice.
Am 22. Januar 1814 heiratete er Marie-Claudine Legrand, mit der er vier Söhne hatte: Adolphe, Gustave (Maler in Algerien), Alexandre d. J. (Historienmaler) und Raphaël (Beamter in der Kulturverwaltung Frankreichs). Seine zweite Frau, seine ehemalige Schülerin Adrienne Marie Louise Grandpierre-Deverzy, heiratete er am 2. April 1856.

## Werke (Auswahl)
- Das Begräbnis der heiligen Jungfrau
- Cäsar am Tag der Ermordung
- Die Taufe Chlodwigs
- St. Petrus, Tote erweckend
- Das von Joseph gerettete Ägypten (L'Egypte sauvée par Joseph), Palais du Louvre

## Porträt
- 1818 Einseitige Bronzegußmedaille, 193 mm. Die Bildnisse von Abel und seiner Gemahlin hintereinandergestellt nach rechts. Medailleur: Pierre Jean David d’Angers (1788–1856).